# Tweespruit
Tweespruit este un oraș din Africa de Sud.